# Namaacha
Namaacha je mestece v državi Mozambik in v provinci Maputo. Nahaja se 80 km od glavnega mesta Maputo, v neposredni bližini meje z Esvatinijem. Pokrajina Namaache je razgibana in obdana z gorami. Temperatura v času poletja se giblje med 18 in 38 °C ter pozimi med 10 in največ 25 °C.
Namaacha leži na hribovitem območju. Rastlinstvo v tem delu je pusto zaradi požarov, ki jih povzročijo s požiganjem in krčenjem gozdov. Zemlja je rodovitna, vendar je zaradi pomankanja sredstev ne morejo dodobra izkoristiti. Deževna doba v tem delu je vsakih šest mesecev, to je od oktobra do marca. Vse ostalo je sušna doba.
Iz glavnega mesta Namaacha vodi asfaltirana tranzitna cesta, ki vodi vse do Esvatinija in Južnoafriške republike. Vse ostale poti do zaselkov in vasi so neasfaltirane, katere v deževnem obdobju postanejo neprehodne.

## Gospodarstvo
Gospodarstvo v Namaachi temelji predvsem na kmetijstvu, ki je tako za preživetje kot za prodajo. Ker je suša v tem delu pogosta in posledično lakota vse večja, se je vlada odločila vsaki družini podeliti par koz. Ravno to pa je privedlo do zmanjševanja vegetacije, saj ljudje požigajo zemljo, da bi pridobili pašnike za koze.
Trgovina je v rokah tujcev, vse več Kitajcev, Indijcev, Portugalcev in muslimanov je prevzelo vajeti, tako je domače gospodarstvo nazadovalo.

## Vir
- M.Suhoveršnik. Kapljica Misijonskega prostovoljstva v drobcih Mozambika (2012)